# Рудолф Хесо (Баден)
Рудолф Хесо (на немски: Rudolf Hesso von Baden, † 13 август 1335) е маркграф на Маркграфство Баден от 1297 до 1335 г.

## Биография
Той е син на Хесо фон Баден (1268 – 1297) и третата му съпруга Аделхайд фон Ринек († 1299), дъщеря на граф Герхард IV фон Ринек († 1295) и Аделхайд фон Хоенлое-Браунек († сл. 1326), дъщеря на Хайнрих I фон Хоенлое-Браунек-Нойхауз († 1267).
Рудолф Хесо последва баща си през 1297 г. и управлява Маркграфство Баден заедно с чичо си Рудолф III († 1332). От 1332 до 1335 г. той управлява сам.
След смъртта му през 1335 г. е последван от братовчед му маркграф Рудолф IV фон Баден.

## Фамилия
Той се жени за Жана (Йохана) Бургундска († 1349), дъщеря на граф Рено от Монбеляр († 1321) от Монбеляр и вдовица на граф Улрих II фон Пфирт († 1324). Те имат две дъщери:
- Маргарета фон Баден († 1 септември 1367), омъжена ок. 1345 г. за втория си братовчед маркграф Фридрих III фон Баден († 1353)
- Аделхайд († след 1399), омъжена на 26 авугуст 1347 г. за втория си братовчед маркграф Рудолф V фон Баден († 1361) и втори път за граф Валрам IV фон Тирщайн († 1386)

Вдовицата му Йохана се омъжва през 1336 г. за граф Вилхелм фон Катценелнбоген († 1386).